# Soronia punctatissima
Soronia punctatissima är en skalbaggsart som först beskrevs av Johann Karl Wilhelm Illiger 1794.  Soronia punctatissima ingår i släktet Soronia, och familjen glansbaggar. Arten är reproducerande i Sverige.